# Sirija
Sirija, službeno Arapska Republika Sirija, država je u zapadnoj Aziji koja se nalazi u istočnom Sredozemlju i Levantu. Omeđena je Sredozemnim morem na zapadu, Turskom na sjeveru, Irakom na istoku i jugoistoku, Jordanom na jugu te Izraelom i Libanonom na jugozapadu. Republika je koja se sastoji od 14 provincija. Damask je glavni i najveći grad Sirije. S populacijom od 25 milijuna na površini od 185 180 četvornih kilometara, to je 57. najmnogoljudnija i 87. najveća zemlja. 
Stekla je de jure neovisnost kao parlamentarna republika 1945. godine, kada je nova republika postala članica utemeljiteljica Ujedinjenih naroda. Taj je čin koji je zakonski okončao bivši francuski mandat na sirijski teritorij. Francuske trupe napustile su zemlju u travnju 1946. godine, dajući de facto neovisnost. Sve do zauzimanja Damaska od strane pobunjeničkih snaga, to je bila jedina zemlja kojom su upravljali neobaasisti. Neobaasistička vlada u zemlji bila je totalitarna diktatura sa sveobuhvatnim kultom ličnosti oko obitelji Assad i privukla je široku kritiku zbog teške domaće represije i ratnih zločina. Budući da je na 4. najgorem mjestu Indeksa nestabilnih država za 2024. godinu, Sirija je jedno od najopasnijih mjesta za novinare. Sloboda tiska izuzetno je ograničena, a zemlja je na 2. najgorem mjestu u Svjetskom indeksu slobode medija za 2024. godinu. Najkorumpiranija je zemlja u regiji i bila je druga najniža globalno rangirana na Indeksu percepcije korupcije 2023. godine.

## Zemljopis

### Položaj i reljef
Zemlja se sastoji od nekoliko regija: uske obalne nizine, planinske zone (Nusayriya na sjeveru, Anti-Libanon, u kojem se nalazi najviši vrh, 2814 m visoki Šajh, na jugu) na koju se prema istoku nastavlja brežuljakasta visoravan s malo padalina i vrlo oskudnom vegetacijom. Kroz istočni dio zemlje protječe rijeka Eufrat čije se vode koriste za natapanje.
Sirija je zemlja smještena u Jugozapadnoj Aziji. Veliki dijelovi zemlje su pustinja i polupustinja. Njezin se teritorij može podijeliti na nekoliko dijelova. Uz 180 km duge obale Sredozemnog mora nalazi se ravnica široka oko trideset kilometara. Usporedno s obalnom ravnicom pruža se lanac planina Jabbal al Nusayiriyah; a na njih se južno nastavljaju Anti-Libanonske planine gdje se nalazi i najviši vrh Sirije, 2814 metara visok Hermon. U jugozapadnom dijelu Sirije nalazi se Golanska visoravan čiji je veći dio pod kontrolom Izraela, dio je demilitarizirana zona pod kontrolom UN-a. Većinu južnog dijela Sirije zauzima Sirijska pustinja koja je praktički prostrana visoravan. Ostatak zemlje nalazi se na izdignutom platou (nižem od Sirijske pustinje) koji je u većem dijelu dio zaravnjenog prostora zvanog Al Jazirah. Na platou se nalazi i najveće sirijsko jezero al-Asad na najvećoj sirijskoj rijeci Eufratu, te drugo po veličini jezero Nuzayzah.
Eufrat je najvažnija i najveća rijeka u Siriji. Nije plovna, ali je njeno značenje veliko zbog natapanja. Ona je osnova Sirijske poljoprivrede. Osim Eufrata važne su tekućice Orontes i Khabur.
Najvažniji grad na sirijskoj obali je Latakija (Al-Ladiqiyah). To je i najveća luka. Izlaz na Sredozemno more daje Siriji na geostrateškoj važnosti i pogoduje razvoju gospodarskih grana vezanih uz more.

### Klima
Klima je u Siriji određena reljefom. U područjima bližima moru prevladava umjerena klima sa suhim ljetom (Cs). Uz morsku je obalu jak utjecaj Sredozemnog mora pa su uz suha ljeta zime tamo vlažne (i do 1000 mm padalina). Većina zemlje ima BW klimu (pustinjsku). Na najvišim dijelovima na klimu utječe visina pa se može govoriti o preplaninskoj klimi. 
U područjima između Alepa i Damaska padaline su rjeđe i variraju između 255 mm i 510 mm. U pustinjskim predjelima padaline variraju između 25 i 127 mm.
Razlike u temperaturi su male; prosječne siječanjske variraju od 4,4 °C do 6,4 °C, a srpanjske oko 30 °C.

### Tlo
Tla su uglavnom smeđa, a u vegetaciji prevladavaju stepska i pustinjska vegetacija, dok je u mediteranskom dijelu zemlje prisutna i sredozemna vegetacija. Od raslinja najvažniji su maslina, tamaris, pamuk te alepski bor i sirijski hrast (u višim područjima). Nastanak ovog prostora datira u tercijar.

### Biljni pokrov i životinjski svijet
Od životinja su najvažnije antilopa, jelen, zec, dikobraz, pelikan te brojne vrste guštera koje obitavaju u pustinjama.

## Povijest
Prostor Sirije nalazi se na razmeđu civilizacija i stoga je redovito kroz povijest bio poprište sukoba. Sirija je bila središte jedne od najstarijih poznatih civilizacija, Eble. Na ovom su se prostoru izmjenjivali Feničani, Egipćani, Hetiti, Aramejci, Asirci, Babilonci, Perzijanci te na kraju Aleksandar Makedonski. Tada helenizam prodire u Siriju sa Seleukidskom dinastijom. 
Zemlju kasnije osvajaju Rimljani i u tom je razdoblju jedna od najrazvijenijih provincija. Bila je prva kristijanizirana pokrajina u Carstvu. Pri podjeli Carstva pripala je Bizantu.
U 7. je stoljeću osvajaju Arapi koji šire islam. Damask je tada bio prijestolnica Omejidskog Carstva (660. – 750.). U srednjem je vijeku poprište borba između Bizanta, Arapa, križara i Turaka Seldžuka. U tom razdoblju zemlja je uglavnom razjedinjena, a najvažniji arapski vladar je Saladin. Od 16. st. zemljom vladaju Turci Osmanlije i provode daljnju islamizaciju.

Nakon prvog svjetskog rata postaje francuska kolonija, a protufrancuski je ustanak (1925. – 1927.) krvavo ugušen, ali Francuzi pristaju na neke uvjete.
Godine 1941. proglašena je nezavisnost koja je ostvarena tek 1946. Borbe s Izraelom, vojni udari i neuspješno ujedinjenje 1958. s Egiptom u UAR, miješanje u prilike u Libanonu te Zaljevski rat obilježile su modernu Siriju. 
Prvih 25 godina neovisnosti bilo je obilježeno političkom nestabilnošću s čestim prevratima i neuspješnim pokušajima stvaranja arapskih federacija s Egiptom i Irakom. Dominirali su arapski nacionalisti i socijalisti iz stranke Baas koja je bila na vlasti i u susjednom Iraku. Izrael je u šestodnevnom ratu 1967. okupirao strateški važnu Golansku visoravan na jugozapadu zemlje.
Državni udar ministra obrane Hafeza al-Asada, pripadnika manjinske islamske sekte alavita 1970. označio je kraj razdoblja nestabilnosti. Al-Asad se kombinacijom političke represije i ustupaka ključnim skupinama stanovništva uspio održati na vlasti sve do svoje smrti 2000., a nasljedio ga je sin Bašar, koji je vladao do 2024. godine. Sirija igra dominantnu ulogu u političkom životu susjednog Libanona u kojem je sve donedavno držala jake vojne snage i brojne agente.

## Stanovništvo

### Demografija
Sirija je prema popisu iz 2001. godine imala 17 040 000 ljudi, te je s površinom od 185 180 km2 imala prosječnu gustoću naseljenosti od 92 stanovnika/km2. S obzirom na klimu i reljef gustoća naseljenosti je poprilično visoka. Apsolutna većina stanovništva su Arapi (90,3 %), a ostatak su uglavnom Kurdi i Armenci). Po religijskom sastavu najbrojniji su sunitski muslimani (74 %), alavita ima oko 12 %, a kršćana 9 %.
Gradskog stanovništva ima 52 %. Najveći grad je Damask (Damasq) s populacijom od 1 934 000 stanovnika. Drugi najvažniji grad je Alep (oko 1 600 000). Treći velegrad je Homs (Hims) s oko 600 000 ljudi. Najvažnija luka je Latakija. Prirodna promjena stanovništva je velika (25,4 potisućaka). Stopa nataliteta je 30,6, mortaliteta 5,2 a godišnja promjena stanovništva iznosi 2,6 %.

### Narodnosni sastav
Apsolutna većina građana Sirije su Arapi; pripadnici hamitsko-semitske rasne skupine. Najveća manjina su «nearapski» Kurdi kojih ima nešto više od 6 % i žive uz granicu s Turskom te Armenci koji uglavnom žive u velikim gradovima i obje pripadaju indo-europskoj rasnoj skupini. Postoji i zajednica Turaka. Od nekadašnje velike židovske zajednice ostalo je samo oko 1000 članova koji uglavnom žive u Damasku.

### Vjerski sastav
Po vjerskom pitanju Sirija je relativno homogena zemlja za razliku od susjednog Libanona, no i ovdje postoje značajne vjerske manjine. Većina Sirijaca su sunitski muslimani (74 %). Sljedeća su vjerska skupina šijitski muslimani (12 %), kršćana (armenskih pravoslavaca, maronita, grčkih pravoslavaca i katolika) ima oko 9 – 10 %. U Siriji još djeluju zajednice druza (vjera povezana s islamom, ali i s kršćanstvom i judaizmom), alavita (vjerske šizme šijita) i oko 1000 Židova.

### Jezici
Službeni jezik u Siriji je arapski (hamitsko-semitska porodica jezika), ali se u nekim područjima govore kurdski, asirski i turski (altajska porodica jezika).

## Politički ustroj

### Politički sustav
Prema Ustavu od 13. ožujka 1973. godine Sirija je republika s predsjedničkim sustavom vlasti. Predsjednik republike poglavar je države, vrhovni zapovjednik oružanih snaga i nositelj izvršne vlasti. Biraju ga građani na referendumu apsolutnom većinom za razdoblje od 7 godina, bez ograničenja broja mandata. Kandidati za predsjednika mogu biti sirijski državljani s navršenih 40 godina života. Predsjedniku u obavljanju izvršne vlasti pomaže Vijeće ministara koje je njemu politički odgovorno.
Zakonodavnu vlast ima jednodomna Narodna skupština (Madžlis al-Šaab) s 250 zastupnika, koje biraju građani na izravnim izborima za mandat od 4 godine. Biračko je pravo opće i jednako, a imaju ga svi državljani s navršenih 18 godina života.
Sudbenu vlast ima Vrhovni ustavni sud, koji čine predsjednik i 4 suca, a imenuje ih predsjednik republike za mandat od 4 godine, uz mogućnost obnove mandata.

### Upravna podjela
Upravno se Sirija dijeli na 14 pokrajina ili provinicija (muhafaza), koje su dalje podjeljene na okruge i nahije. Nacionalni blagdan je Dan neovisnosti, 17. travnja.

### Zdravstvo
Kakvoća zdravstva koje je ograničeno na gradove i besplatno za siromašne te pitke vode i sanitarija nezadovoljavajuća je. Smrtnost djece je poprilično visoka, a socijalna skrb ograničena.

## Gospodarstvo
Sirija spada u donju srednju grupu zemalja po razvijenosti. Najveći dio stanovništva zaposlen je u poljoprivredi, a u primarnom sektoru radi 24 % stanovništva. Sekundarni je sektor vrlo važan i u njemu je zaposleno 30 % stanovništva. Najviša je zaposlenost u tercijarnom sektoru i u njemu radi 46 %, a ostvaruje najveću dobit i turistički devizni priljev od 1 082 000 000 $ (2000.).
Sirijsko je gospodarstvo u velikim problemima. Unatoč izvozu nafte i turističkom potencijalu zemlja se nije razvila. Planiran razvoj industrije nije se dovoljno ostvario, što zbog državnog vlasništva, što zbog političkih sukoba i tenzija. Gospodarstvo ovisi o nafti koje ima puno manje nego u ostalim arapskim zemljama.
Godine 1991. nakon sudjelovanja u Zaljevskom ratu Sirija je zatoplila odnose sa Zapadom. Tada su se povećala ulaganja i trgovina sa Sirijom, a zemlja je dobila i znatnu novčanu pomoć. Danas izvoz Sirije iznosi 4,49 milijarde $, a uvoz 4,3 milijarde. Novčana jedinica je sirijska funta (SYP), a stoti dio pijastera.

### Poljoprivreda
Pamuk je glavna i najpouzdanija ratarska kultura. Proizvodnja pamučnog vlakna iznosi 272 000 tona i 10. je u svijetu. Uljarice su također vrlo važne i Sirija je 4. u svijetu po proizvodnji maslinovog ulja sa 180 000 tona. Dosta se sadi i duhan koji je visoke kvalitete. Od stočarstva najviše se uzgajaju koze, ovce i deve. One pasu iz navodnjavanih pašnjaka čija je tehnika navodnjavanja stara 4000 godina.

### Industrija
Najvažniji sirijski proizvodi su nafta i zemni plin. Proizvodnja nafte vezana je uz tanke zalihe i iznosi 530 000 barela dnevno. Proizvodnja fosfata iznosi 2 400 000 tona (10. u svijetu). Postoje i izdašne zalihe minerala. Hidroenergetska postrojenja na Eufratu, uz termoelektrane na pogon naftom proizvode sasvim dovoljno struje za potrebe zemlje. Industrija uključuje proizvodnju tekstila, preradu hrane i strojogradnju.

### Turizam
Turizam sa svojih preko milijardu dolara prihoda sve je značajnija gospodarska grana. Osobito je popularno odredište ruševine Palmire; antičkoga grada kao i ostaci od ranijih civilizacija preko Arapa i križara pa sve do Turaka.

### Promet
Prometna je povezanost dobra, pogotovo između dva najveća grada. Cestovna i željeznička mreža su dobro razvijene, a gradovi Damask i Allep imaju i međunarodne zračne luke. Najveća morska luka je Latakija.

## Kultura
U Siriji, zemlji s bogatim povijesnim nasljeđem nalazi se i mnogo muzeja i knjižnica. Najznačajniji muzej je Nacionalni muzej u Damasku koji sadrži brojne izloške iz azijske, grčke, rimske, bizantske i islamske umjetnosti. Najveća je knjižnica ona sveučilišna u Damasku s preko 150 000 naslova.
Današnja je Sirijska kultura i način života pod velikim utjecajem vanjskih čimbenika. Najveći je utjecaj imao SSSR koji je imao dobre političke, vojne i gospodarske veze sa Sirijom. Utjecaj SSSR-a imao je i pozitivnih strana tako da je Sirija jedna od rijetkih arapskih zemalja gdje je postignuta visoka razina emancipacije žena.

### Obrazovanje
Iako je školstvo u Siriji besplatno blizu 30 % stanovništva starijeg od 15 godina je nepismeno. Nepismenost u muškaraca je blizu 15 %, a u žena nešto više od 44 %. U razdoblju od 1991. do 2001. nepismenost je smanjena za oko 6 %.
U Siriji djeluju 4 sveučilišta u kojima je sredinom 1990-ih studiralo oko 170 000 studenata. U Damasku djeluje i Arapska akademija osnovana 1919. godine i ta je institucija jedna od najvažnijih među onima koje se bave proučavanjem arapskog jezika, književnosti, povijesti i kulture.

## Hrvatsko-sirijski odnosi
U periodu nakon 2. svj. rata, hrvatska zajednica u Siriji je bila značajna, a imali su i glasilo Hrvatska volja: glasilo Hrvata na Orijentu.

## Vanjske poveznice
Sestrinski projekti
|  | Zajednički poslužitelj ima stranicu o temi Sirija    |
|  | Zajednički poslužitelj ima još gradiva o temi Sirija |
|  | Wječnik ima rječničku natuknicu Sirija               |

Mrežna mjesta
- Sirija Hrvatska enciklopedija
- The World Factbook - Syria CIA.gov (engl.)
- LookLex Encyclopaedia - Syria  Arhivirana inačica izvorne stranice od 15. siječnja 2016. (Wayback Machine) (engl.)
- Catholic Encyclopedia - Syria (engl.)
- Arab Decision - Syria, popis sirijskih institucija (engl.)
- Ministry of Tourism - Syria  Arhivirana inačica izvorne stranice od 15. kolovoza 2015. (Wayback Machine), stranice sirijskog ministarstva turizma (engl.)
- PBase.com - pictures of Syria, fotografije Sirije (engl.)
- www.travel-images.com - Syria, fotografije Sirije (engl.)
- Objašnjenje rata u Siriji za sve koji žele znati, www.scribd.com
- Assada rušimo od 2000. godine kada je odbio prijedlog o katarskom plinovodu  Arhivirana inačica izvorne stranice od 26. veljače 2016. (Wayback Machine), globalcir.com

Bibliografija
- Vlatko Cvrtila, Sirija i Libija: što ih povezuje, a što dijeli?, Političke analize, Vol.3 No.12, prosinac 2012., Hrčak
- Eva Katarina Glazer, Urbanizacijski procesi na prostoru Sirije u rano brončano doba, Povijesni prilozi, Vol.45 No.45, prosinac 2013., Hrčak

1. ↑  arapski: سُورِيَا, Sūriyā ili سُورِيَة, Sūriya